# Ceanothus flexilis
Ceanothus flexilis är en brakvedsväxtart som beskrevs av Mcminn. Ceanothus flexilis ingår i släktet Ceanothus och familjen brakvedsväxter. Inga underarter finns listade i Catalogue of Life.